# Народност (1918 – 1919)
Вижте пояснителната страница за други значения на Народност.
„Народност“ е български вестник, издаван от Йордан Бадев в София от 24 ноември 1918 до 8 октомври 1919 г.

## История
Решение за издаване от вестника се взима след утежненото положение на Македония непосредствено след Първата световна война. Александър Протогеров, Тодор Александров, Георги Баждаров, Кирил Пърличев, Георги Кулишев, Йордан Бадев и Наум Томалевски решават да издадат вестника, който да пледира в полза на македонските българи, поне до официално сключване на мирен договор. Официалният редактор на вестника е Йордан Бадев, а фактическият Георги Баждаров. Сред сътрудниците на вестника са Наум Томалевски, Георги Кулишев, Кирил Пърличев, Иван Георгов, Добри Немиров, Александър Ганчев, Михаил Арнаудов и други. Вестникът излиза три пъти седмично – във вторник, четвъртък и събота, като до 8 октомври 1919 година от него излизат общо 115 броя. Паралелно с вестника се издава и вестник „Насион“ на френски език, в чието съдържание присъстват определени отбрани за западното общество преведени статии от вестника.